# Лагерь любви
Лагерь любви (иное название Женщины в лагере любви) — швейцарский Women in Prison фильм 1977 года режиссёра Хесуса Франко.

## Сюжет
В одной из южноамериканских стран группа партизан похищает несколько молодых девушек и помещают их в лагерь — некое подобие тюрьмы. Здесь этих девушек заставляют удовлетворять сексуальные потребности революционных бойцов.

## В ролях
- Нанда Ван Берген — начальник лагеря
- Ада Таулер — Анджела Делам
- Моника Суинн — Мария
- Эстер Штудер — Люпита Павон
- Бриджитт Мейер
- Вал Дэвис

## Другие названия фильма
- Camp érotique (Франция)
- Camp d’amour pour mercenaires (Франция)
- Love Camp (США)
- Mujeres en el campo de concentración del amor (Испания)
- Orgia se stratopedo gynaikon (Греция)